# Zinkgartrellit
Zinkgartrellit ist ein sehr selten vorkommendes Mineral aus der Mineralklasse der „Phosphate, Arsenate und Vanadate“. Er kristallisiert im triklinem Kristallsystem mit der chemischen Zusammensetzung Pb(Zn,Fe3+,Cu)2(AsO4)2(H2O,OH)2 und ist damit chemisch gesehen ein wasserhaltiges Blei-Zink-Eisen-Kupfer-Arsenat mit einem variablen Anteil an zusätzlichen Hydroxidionen.
Zinkgartrellit entwickelt Aggregate bis zu 0,5 mm Größe, die aus sehr kleinen, gelbgrünen, nach {111} tafeligen Kristallen bis zu 0,1 mm Größe aufgebaut sind. Die Typlokalität des Minerals ist die Tsumeb Mine in Namibia, wo es auf massivem Chalkosin zusammen mit Wulfenit, Duftit und Duftit-Beta (intermediärer Mischkristall zwischen Duftit und Konichalcit) sowie Konichalcit, Cuproadamin und Olivenit auftrat.

## Etymologie und Geschichte
Als Entdecker des Zinkgartrellits gilt Gerd Tremmel (* 1940), der das Mineral in den späten 1970er Jahren in Tsumeb erworben hatte. Infolgedessen kann die Typstufe der Bergbauperiode zwischen 1975 und 1980 zugeordnet werden.
Erste Untersuchungen führten zu dem Ergebnis, dass es sich um eine bisher unbekannte Mineralart handelt, welche 1998 als „zincian gartrellite“ vorgestellt wurde. Nach weiteren mineralogischen, chemischen und strukturellen Arbeiten wurde das Mineral 1998 von der International Mineralogical Association (IMA) unter der Nummer „IMA 1998-014“ anerkannt und im Jahre 2000 von einem österreichisch-deutschen Forscherteam mit Herta Silvia Effenberger, Werner Krause, Heinz-Jürgen Bernhardt und Mirko Martin im englischen Wissenschaftsmagazin Mineralogical Magazine als Zinkgartrellit beschrieben.
Benannt wurde das Mineral aufgrund der Dominanz von Zink auf den Me(2)-Positionen und der engen chemischen und strukturellen Verwandtschaft mit seinem kupferdominanten und zinkfreien Analogon Gartrellit. Gartrellit sensu stricto war nach dem australischen Sammler Blair Gartrell (1950–1995) benannt worden.
Typmaterial des Minerals (Holotyp) wird im Institut für Mineralogie, Geologie und Geophysik der Ruhr-Universität Bochum in Deutschland (Katalog-Nr. 081) aufbewahrt.

## Klassifikation
Die aktuelle Klassifikation der International Mineralogical Association (IMA) zählt den Zinkgartrellit zur Tsumcoritgruppe mit der allgemeinen Formel Me(1)Me(2)2(XO4)2(OH,H2O)2, in der Me(1), Me(2) und X unterschiedliche Positionen in der Struktur der Minerale der Tsumcoritgruppe mit Me(1) = Pb2+, Ca2+, Na+, K+ und Bi3+; Me(2) = Fe3+, Mn3+, Cu2+, Zn2+, Co2+, Ni2+, Mg2+ und Al3+ und X = As5+, P5+, V5+ und S6+ repräsentieren. Zur Tsumcoritgruppe gehören neben Zinkgartrellit noch Cabalzarit, Cobaltlotharmeyerit, Cobalttsumcorit, Ferrilotharmeyerit, Gartrellit, Helmutwinklerit, Kaliochalcit, Krettnichit, Lotharmeyerit, Lukrahnit, Manganlotharmeyerit, Mawbyit, Mounanait, Natrochalcit, Nickellotharmeyerit, Nickelschneebergit, Nickeltsumcorit, Phosphogartrellit, Rappoldit, Schneebergit, Thometzekit, Tsumcorit und Yancowinnait.
Da der Zinkgartrellit erst 1998 als eigenständige Mineralart anerkannt wurde, ist er in der seit 1977 veralteten 8. Auflage der Mineralsystematik nach Strunz noch nicht verzeichnet.
Im zuletzt 2018 überarbeiteten und aktualisierten Lapis-Mineralienverzeichnis nach Stefan Weiß, das sich im Aufbau noch nach dieser alten Form der Systematik von Karl Hugo Strunz richtet, erhielt das Mineral die System- und Mineral-Nr. VII/C.31-092. In der „Lapis-Systematik“ entspricht dies der Klasse der „Phosphate, Arsenate und Vanadate“ und dort der Abteilung „Wasserhaltige Phosphate, ohne fremde Anionen“, wo Zinkgartrellit zusammen mit Cabalzarit, Cobaltlotharmeyerit, Cobalttsumcorit, Ferrilotharmeyerit, Gartrellit, Helmutwinklerit, Krettnichit, Lotharmeyerit, Lukrahnit, Manganlotharmeyerit, Mawbyit, Mounanait, Nickellotharmeyerit, Nickelschneebergit, Nickeltsumcorit, Phosphogartrellit, Rappoldit, Schneebergit, Thometzekit, Tsumcorit und Yancowinnait die „Tsumcorit-Gartrellit-Gruppe“ (VII/C.31) bildet.
Die von der International Mineralogical Association (IMA) zuletzt 2009 aktualisierte 9. Auflage der Strunz’schen Mineralsystematik ordnet den Zinkgartrellit ebenfalls in die Abteilung der „Phosphate usw. ohne zusätzliche Anionen; mit H2O“ ein. Diese ist allerdings weiter unterteilt nach der relativen Größe der beteiligten Kationen und dem Stoffmengenverhältnis von Phosphat-, Arsenat- bzw. Vanadat-Komplex zum Kristallwassergehalt, so dass das Mineral entsprechend seiner Zusammensetzung in der Unterabteilung „Mit großen und mittelgroßen Kationen; RO4 : H2O = 1 : 1“ zu finden ist, wo es zusammen mit Gartrellit, Helmutwinklerit, Lukrahnit, Phosphogartrellit und Rappoldit die „Helmutwinkleritgruppe“ mit der System-Nr. 8.CG.20 bildet.
Auch die vorwiegend im englischen Sprachraum gebräuchliche Systematik der Minerale nach Dana ordnet den Zinkgartrellit in die Klasse der „Phosphate, Arsenate und Vanadate“ und dort in die Abteilung der „Zusammengesetzte Phosphate etc.“ ein. Hier ist er zusammen mit Gartrellit und Lukrahnit in der „Gartrellitgruppe“ mit der System-Nr. 43.02.02 innerhalb der Unterabteilung „Zusammengesetzte Phosphate etc., (Wasserhaltige, normal zusammengesetzte Anionen)“ zu finden.

## Chemismus
Sechzehn Mikrosondenanalysen an Zinkgartrellit ergaben Mittelwerte von 33,49 % PbO; 0,35 % CaO; 7,23 % Fe2O3; 0,26 % Al2O3; 11,40 % ZnO; 6,26 % CuO; < 0,5 % CoO, < 0,5 % NiO, 34,72 % As2O5; 0,13 % SO3 sowie 4,3 % H2O (theoretischer Gehalt). Daraus errechnete sich auf der Basis von 10 Sauerstoffatomen die empirische Formel (Pb0,96Ca0,04)Σ=1,00(Zn0,89Cu0,50Fe3+0,58Al0,03)Σ=2,00[(AsO4)1,99(SO4)0,01]Σ=2,00[(OH)0,61(H2O)1,39]Σ=2,00, die zu Pb(Zn,Fe,Cu)2(AsO4)2(H2O,OH)2 vereinfacht wurde.
Zinkgartrellit ist ein Vertreter der Tsumcoritgruppe. Die generelle Formel für die Tsumcoritgruppe ist Me(1)Me(2)2(XO4)2(OH,H2O)2 mit Me(1) = Pb, Ca, Na und Bi; Me(2) = Fe, Mn, Cu, Zn, Co, Ni und Al sowie X = P, As, V und S. Mischkristallbildung findet hauptsächlich auf der Me(2)-Position, weniger häufig dagegen auf der X- und Me(1)-Position statt.
Zinkgartrellit bildet mit Gartrellit eine Mischkristallreihe mit der folgenden Strukturformel:
Pb(ZnxFe3+1−x)(ZnxCu1−x)(AsO4)2(OH)1−x(H2O)1+x.
- Im Zinkgartrellit gilt für x: 0,4 < x < -0,8.
- Kristalle mit 0 < x < 0,4 können dem Gartrellit zugeordnet werden
- Kristalle mit x ≈ 1,0 entsprechen Helmutwinklerit, der sich aber vom Zinkgartrellit durch bestimmte Strukturmerkmale unterscheidet.

Aufgrund der Notwendigkeit eines Ladungsausgleichs für die unterschiedlichen Kationen Me(1)1+,2+,3+ und Me(2)2+,3+ sowie X4+,6+ werden im Zinkgartrellit erhebliche Mengen an H2O durch Hydroxygruppen ((OH)−) substituiert.
Zinkgartrellit ist chemisch eng mit Helmutwinklerit verwandt und stellt das zinkdominante Analogon zum kupferdominierten Gartrellit dar.

## Kristallstruktur
Zinkgartrellit kristallisiert im triklinen Kristallsystem in der Raumgruppe P1 (Raumgruppen-Nr. 2) mit den Gitterparametern a = 5,550 Å; b = 5,620 Å; c = 7,621 Å; α = 68,59°; β = 69,17° und γ = 69,51° sowie einer Formeleinheit pro Elementarzelle.
Die Kristallstruktur des Zinkgartrellits besteht aus Koordinationspolyedern, die über gemeinsame Kanten zu Ketten parallel [010] verknüpft sind. AsO4-Tetraeder mit gemeinsamen Ecken verbinden diese Ketten, wodurch parallel zur a-b-Fläche liegende Schichten entstehen. Die Schichten werden durch Wasserstoffbrückenbindungen und durch Pb[6+2]-Atome auf der Me(1)-Position verbunden, die spezifische Positionen mit der Symmetrie 1 zwischen diesen Schichten einnehmen. Die Me(2)-Position ist wie bei den anderen triklinen Vertretern der Tsumcoritgruppe in zwei unterschiedliche Positionen aufgespalten. Wie im Gartrellit wird die trikline Symmetrie des Zinkgartrellits durch die unterschiedlichen stereochemischen Erfordernisse von Eisen und Kupfer verursacht. Die Aufspaltung der Me(2)-Position in zwei Positionen, Me(2a) und Me(2b), ermöglicht die Annahme unterschiedlicher kristallchemischer Umgebungen: für Me(2a)[6]O6 wird die oktaedrische Koordination, die durch die Fe3+-Atome favorisiert wird, beibehalten. Das Koordinationspolyeder Me(2b)[4+2]O6 ist hingegen verzerrt, da die Cu2+-Atome infolge ihrer durch den Jahn-Teller-Effekt verursachten Elektronenkonfiguration die tetragonal-bipyramidale [4+2]-Koordination bevorzugen. Zinkatome können sowohl Fe3+ als auch Cu substituieren und finden sich infolgedessen auch sowohl auf der Me(2a)- als auch der Me(2b)-Position.
Die Minerale der Tsumcoritgruppe können in drei verschiedene Untergruppen (Tsumcorit-, Helmutwinklerit- und Gartrellit-Untergruppe) unterteilt werden, die durch unterschiedliche Strukturtypen charakterisiert sind. Zinkgartrellit gehört zu den Vertretern der Gartrellit-Untergruppe, die durch geordnete Belegung der Me(2)-Position durch Kationen mit unterschiedlichem kristallchemischen Verhalten (hier: Fe3+ and Cu2+) gekennzeichnet sind. In der Gartrellit-Zinkgartrellit-Mischkristallreihe werden erhebliche Unterschiede in den Zn-Gehalten beobachtet. Chemische und strukturelle Daten zeigen übereinstimmend, dass Zn sowohl Fe als auch Cu in nahezu gleicher Menge substituiert. Die Größe der triklinen Verzerrung wird durch das (Fe,Cu):Zn-Verhältnis kontrolliert. Im reinen Zn-Endglied ist das Me(2)O6-Polyeder ein Oktaeder. In diesem Fall wechselt der Strukturtyp zu dem der Helmutwinklerit-Untergruppe.
Zinkgartrellit ist isotyp (isostrukturell) zu Gartrellit, nicht aber zu Helmutwinklerit.

## Eigenschaften

### Morphologie
Zinkgartrellit bildet nach {111} tafelige Kristalle bis zu 0,1 mm Größe, die zu rosettenförmigen Aggregaten bis zu 0,5 mm Größe zusammentreten. Die Kristalle sind meist nur schlecht ausgebildet und intensiv miteinander verwachsen. Die trachtbestimmende Form ist das Pinakoid allgemeiner Lage {111}, die Kristalltracht wird durch die Pinakoide {100}, {110} und {010} komplettiert. Andere Kristalle sind tafelig nach {111} entwickelt. Hier ist {111} die trachtbestimmende Form, als terminierende Flächenformen erscheinen die Pinakoide {111}, {110} und {001}.
Auf der Typstufe sitzt der Zinkgartrellit auf massivem Chalkosin und bedeckt eine Fläche von ca. 4 cm². Er fand sich auch in Form von Krusten aus winzigen tafeligen Kristallen von < 0,1 mm Größe.

### Physikalische und chemische Eigenschaften
Die Kristalle des Zinkgartrellits sind grünlichgelb bis hellgelb, seine Strichfarbe wird mit gelb angegeben. Die Oberflächen der durchscheinenden bis durchsichtigen Kristalle weisen einen glasartigen Glanz auf, was auch in Übereinstimmung mit den Werten für die Lichtbrechung (nx = 1,91, nz = 1,97) steht.
Das Mineral zeigt keine Spaltbarkeit, die Art der Bruchform des spröden Zinkgartrellits konnte aufgrund der schlechten Ausbildung seiner Kriställchen nicht bestimmt werden. Mit einer Mohshärte von 4,5 gehört Zinkgartrellit zu den mittelharten Mineralen, steht damit zwischen den Referenzmineralen Fluorit (Härte 4) und Apatit (Härte 5) und lässt sich wie diese mehr (Fluorit) oder weniger (Apatit) leicht mit dem Taschenmesser ritzen. Die Dichte des Minerals ließ sich nicht messen, seine berechnete Dichte liegt bei 5,30 g/cm³.
Zinkgartrellit ist in warmer verdünnter Salzsäure (HCl) vollständig löslich.

## Bildung und Fundorte
Zinkgartrellit ist ein typisches Sekundärmineral und entsteht in der Oxidationszone arsenhaltiger hydrothermaler Blei-Zink-Lagerstätten. In der Tsumeb Mine bildete er sich aus blei-, zink- und kupferhaltigen Sulfiden wie Galenit, Sphalerit und Chalkosin, wobei das Arsen aus der Zersetzung des Arsenfahlerzes Tennantit stammt.
Begleitminerale aus dem Originalfund in der Tsumeb Mine sind Chalkosin sowie Wulfenit, Duftit, Konichalcit, intermediäre Duftit-Konichalcit-Mischkristalle, Cuproadamin und Olivenit. Ferner trat er, zusammen mit Zinkolivenit und Quarz, auf verkieseltem (silifiziertem), mineralisiertem Dolomitstein auf.
Als sehr seltene Mineralbildung konnte Zinkgartrellit bisher (Stand 2017) nur von seiner Typlokalität beschrieben werden. Als Typlokalität gilt die weltberühmte, in Dolomitsteinen sitzende, hydrothermale, polymetallische Cu-Pb-Zn-Ag-Ge-Cd-Lagerstätte der „Tsumeb Mine“ (Tsumcorp Mine) in Tsumeb, Region Oshikoto, Namibia, wobei der genaue Fundpunkt für das Material aus der Typpublikation unbekannt ist.
Fundorte für Zinkgartrellit in Deutschland, Österreich und der Schweiz sind damit unbekannt.

## Verwendung
Aufgrund seiner Seltenheit ist Zinkgartrellit nur für den Mineralsammler von Interesse.